# ادهانور، تیروارور
ادهانور، تیروارور (به انگلیسی: Adhanur, Tiruvarur) در هند است که در تامیل نادو واقع شده‌است.

## خصوصیات
ادهانور ۲٬۷۷۷ نفر جمعیت دارد.